# Facheiroa squamosa
Facheiroa squamosa là một loài thực vật có hoa trong họ Cactaceae. Loài này được (Gürke) P.J.Braun & Esteves mô tả khoa học đầu tiên năm 1989.